# Ayuntamiento de Tel Aviv
El Ayuntamiento de Tel Aviv (en hebreo: בית עיריית תל אביב‎, romanizado: Beit Iriyat Tel Aviv) es la sede del gobierno municipal de Tel Aviv (Israel). Alberga la oficina del alcalde, las salas de reuniones y parte de las oficinas del consistorio de Tel Aviv.

## Historia

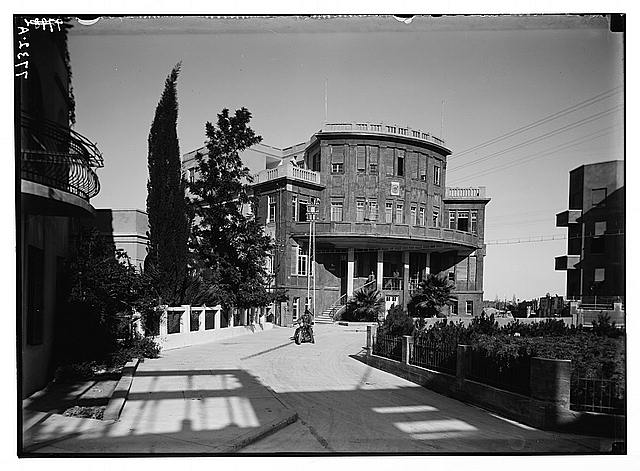
El antiguo Ayuntamiento de Tel Aviv en la década de 1930.

El Ayuntamiento de Tel Aviv tenía inicialmente su sede en el bulevar Rothschild. Cuando necesitó más espacio de oficinas, el Ayuntamiento alquiló un hotel en la calle Biálik, cerca de la casa del poeta nacional Jaim Najman Biálik, que había sido construido por la familia Skora en 1924. El hotel abrió sus puertas en 1925, pero poco después se consideró que no era rentable debido a la escasez de turistas. En 1928, el Ayuntamiento compró el hotel. Posteriormente, su planta baja albergó un juzgado.
En la década de 1950, el arquitecto Menachem Cohen diseñó un nuevo ayuntamiento en estilo brutalista, situado en la calle Ibn Gabirol. La amplia plaza situada delante del edificio, llamada inicialmente «plaza de los Reyes de Israel» y renombrada plaza Rabin en 1995, fue diseñada como una zona central para los eventos y ceremonias públicas de la ciudad.
En 1972, el antiguo edificio Skora fue transformado en un museo de historia de Tel Aviv. En 2006, el consistorio contrató a un estudio de arquitectura para que llevara a cabo una restauración de este edificio.
El actual edificio del Ayuntamiento se ha usado muchas veces para mostrar solidaridad con otros países en momentos de desastres naturales y atentados terroristas. En 2017, fue iluminado con la bandera de Egipto tras el atentado en un autobús de Menia y con la bandera de España tras los atentados de Cataluña. En 2023, fue iluminado en solidaridad con Turquía tras los terremotos de Turquía y Siria.